# Henry Landauer
Henry Landauer (San Rafael Abajo, 1929. január 8. – 2006. május 22.) amerikai nemzetközi labdarúgó-játékvezető. Polgári foglalkozása hivatásos játékvezető.

## Pályafutása

### Nemzeti játékvezetés
A küldési gyakorlat szerint rendszeres partbírói tevékenységet is végzett. 1968-ban lett az NAS Liga játékvezetője. Profi játékvezetőként szolgálta a labdarúgást. A nemzeti játékvezetéstől 1979-ben vonult vissza.

### Nemzetközi játékvezetés
Az Amerikai labdarúgó-szövetség Játékvezető Bizottsága (JB) terjesztette fel nemzetközi játékvezetőnek, a Nemzetközi Labdarúgó-szövetség (FIFA) 1964-től tartotta nyilván bírói keretében. A FIFA JB központi nyelvei közül az angolt, a németet ésl a spanyolt beszélte. Több nemzetek közötti válogatott és klubmérkőzést vezetett, vagy működő társának partbíróként segített. Az amerikai nemzetközi játékvezetők rangsorában, a világbajnokság sorrendjében többedmagával a 3. helyet foglalja el 1 találkozó szolgálatával. Az aktív nemzetközi játékvezetéstől 1979-ben búcsúzott. Válogatott mérkőzéseinek száma: "A" minősítés: 13 (1970).

#### Labdarúgó-világbajnokság
Három világbajnoki döntőhöz vezető úton Mexikóba a IX., az 1970-es labdarúgó-világbajnokságra, Nyugat-Németországba a X., az 1974-es labdarúgó-világbajnokságra, valamint Argentínába a XI., az 1978-as labdarúgó-világbajnokságra a FIFA JB bíróként alkalmazta. A FIFA JB elvárásának megfelelően, ha nem vezetett, akkor valamelyik működő társának segített partbíróként. Kettő csoportmérkőzésen egyes számú besorolást kapott, játékvezetői sérülés esetén továbbvezethette volna a találkozót. Egy alkalommal az egyik negyeddöntőben szolgált partbíróként. Selejtező mérkőzéseket az CONCACAF zónában vezetett. Az első amerikai bíró, aki világbajnokságon mérkőzést vezetett. Világbajnokságokon vezetett mérkőzéseinek száma: 1 + 3 (partbíró).

##### 1970-es labdarúgó-világbajnokság

###### Világbajnoki mérkőzés
| Időpont          | Helyszín                   | Mérkőzés típusa              | Mérkőzés           | Eredmény | Nézők száma |
| ---------------- | -------------------------- | ---------------------------- | ------------------ | -------- | ----------- |
| 1970. június 10. | Cuauhtemoc Stadion, Puebla | csoportmérkőzés (2. csoport) | Svédország–Uruguay | 1 : 0    | 18 000      |

##### 1974-es labdarúgó-világbajnokság

###### Selejtező mérkőzés
| Időpont            | Helyszín                        | Mérkőzés típusa                         | Mérkőzés                    | Eredmény |
| ------------------ | ------------------------------- | --------------------------------------- | --------------------------- | -------- |
| 1972. november 28. | Központi Stadion, Port of Spain | előselejtező (6. csoport-, 1. mérkőzés) | Trinidad és Tobago–Suriname | 2 : 1    |
| 1971. február 3.   | Városi Stadion, Resistencia     | előselejtező (6. csoport-, 2. mérkőzés) | Trinidad és Tobago–Suriname | 2 : 1    |

##### 1978-as labdarúgó-világbajnokság

###### Selejtező mérkőzés
| Időpont           | Helyszín                        | Mérkőzés típusa                    | Mérkőzés      | Eredmény |
| ----------------- | ------------------------------- | ---------------------------------- | ------------- | -------- |
| 1976. október 27. | Városi Stadion, Toluca de Lerdo | előselejtező (Észak-amerikai zóna) | Mexikó–Kanada | 0 : 0    |

## Szakmai sikerek
1984-ben a nemzetközi játékvezetés hírnevének erősítése, hazájában 10 éve a legmagasabb Ligában (osztályban) folyamatosan tevékenykedő, eredményes pályafutása elismeréseként, a FIFA JB felterjesztésére az 1965-ben alapított International Referee Special Award címmel és oklevéllel tüntette ki.